# Ronde van Italië 2005
| Eindklassement       |                         |              |
| Algemeen klassement  | Paolo Savoldelli        | 91h 25' 51"  |
| Tweede               | Gilberto Simoni         | + 0' 28"     |
| Derde                | José Rujano             | + 0' 45"     |
| Vierde               | Danilo Di Luca          | + 2' 42"     |
| Vijfde               | Juan Manuel Gárate      | + 3' 11"     |
| Zesde                | Serhij Hontsjar         | + 4' 22"     |
| Zevende              | Vladimir Karpets        | + 11' 15"    |
| Achtste              | Pietro Caucchioli       | + 11' 38"    |
| Negende              | Marzio Bruseghin        | + 11' 40"    |
| Tiende               | Emanuele Sella          | + 12' 33"    |
| (Bel)                | Wim Van Huffel (11e)    | + 13' 49"    |
| (Ned)                | Theo Eltink (29e)       | + 1h 01' 02" |
| Rode Lantaarn        | Russell Van Hout (153e) | + 4h 26' 54" |
| Puntenklassement     | Paolo Bettini           | 162 punten   |
| Tweede               | Alessandro Petacchi     | 154 punten   |
| Derde                | Danilo Di Luca          | 136 punten   |
| Bergklassement       | José Rujano             | 143 punten   |
| Tweede               | Iván Parra              | 57 punten    |
| Derde                | Gilberto Simoni         | 45 punten    |
| Intergiro klassement | Stefano Zanini          | 54h 37' 01"  |
| Tweede               | Paolo Bettini           | + 0' 27"     |
| Derde                | Sven Krauss             | + 0' 30"     |
| Ploegenklassement    | Liquigas                | 274h 42' 31" |
| Tweede               | Crédit Agricole         | + 24' 28"    |
| Derde                | Lampre                  | + 29' 21"    |

De 88e editie van de Ronde van Italië ging op 7 mei 2005 van start in Reggio Calabria en eindigde op 29 mei in Milaan. Er stonden 198 renners verdeeld over 22 ploegen aan de start.
De Ronde van Italië was de eerste Grote Ronde tijdens de in 2005 ingevoerde UCI ProTour. Dat betekende dat alle twintig ProTour-teams startplicht hadden en de Giro-organisatie slechts twee wildcards mocht weggeven (aan Ceramica Panaria - Navigare en Colombia - Sella Italia). De ronde werd, na een spannende strijd die tot en met de voorlaatste dag duurde, gewonnen door Paolo Savoldelli, de winnaar van 2002 voor Gilberto Simoni en José Rujano.
Bij de overwinning van Savoldelli moet opgemerkt worden dat Basso op weg leek naar de eindoverwinning nadat hij de leiderstrui had overgenomen van Danilo di Luca. Maar ziekte besliste anders, Basso werd enkele dagen voor de etappe met de Stelvio ziek. Op de dag van de bewuste beklimming van de Stelvio kon hij amper iets eten en naar verluidt reed hij die dag op een enkele banaan. Hoewel hij bij het ronden van de top even stopte en Riis (zijn toenmalige ploegleider bij CSC) hem vroeg af te stappen, zette Basso, bijgestaan door enkele ploeggenoten, toch door. Hij overwon na enkele dagen zijn ziekte, maar verloor zoveel tijd dat de hoop op de eindoverwinning vervlogen was. Opzienbarend waren daarom zijn etappe-overwinningen.
Savoldelli was tijdens deze giro tactisch sterk; hij benutte zijn dalerscapaciteiten ten volle om in het klassement bij Basso in de buurt te blijven. Toen deze laatste wegviel aan de top van het klassement werd Savoldelli leider. Toch was het zeker geen gemakkelijke overwinning voor il Falcone. Simoni, Di Luca (verrassend sterk na drie weken zware koers) en Rujano, de verrassende Venezolaan, legden Savoldelli tot de laatste etappe het vuur aan de schenen. Uiteindelijk waren zij in de voorlaatste etappe net niet sterk genoeg om Savoldelli uit de roze leiderstrui te rijden.
Aantal ritten: 20
Totale afstand: 3417,2 km
Gemiddelde snelheid: 37,375 km/h
Aantal deelnemers: 198

## Belgische en Nederlandse prestaties
In totaal namen er 8 Belgen en 7 Nederlanders deel aan de Giro van 2005.

### Belgische etappezeges
- In 2005 was er geen Belgische etappezege in de Giro.

### Nederlandse etappezeges
- In 2005 was er geen Nederlandse etappezege in de Giro.

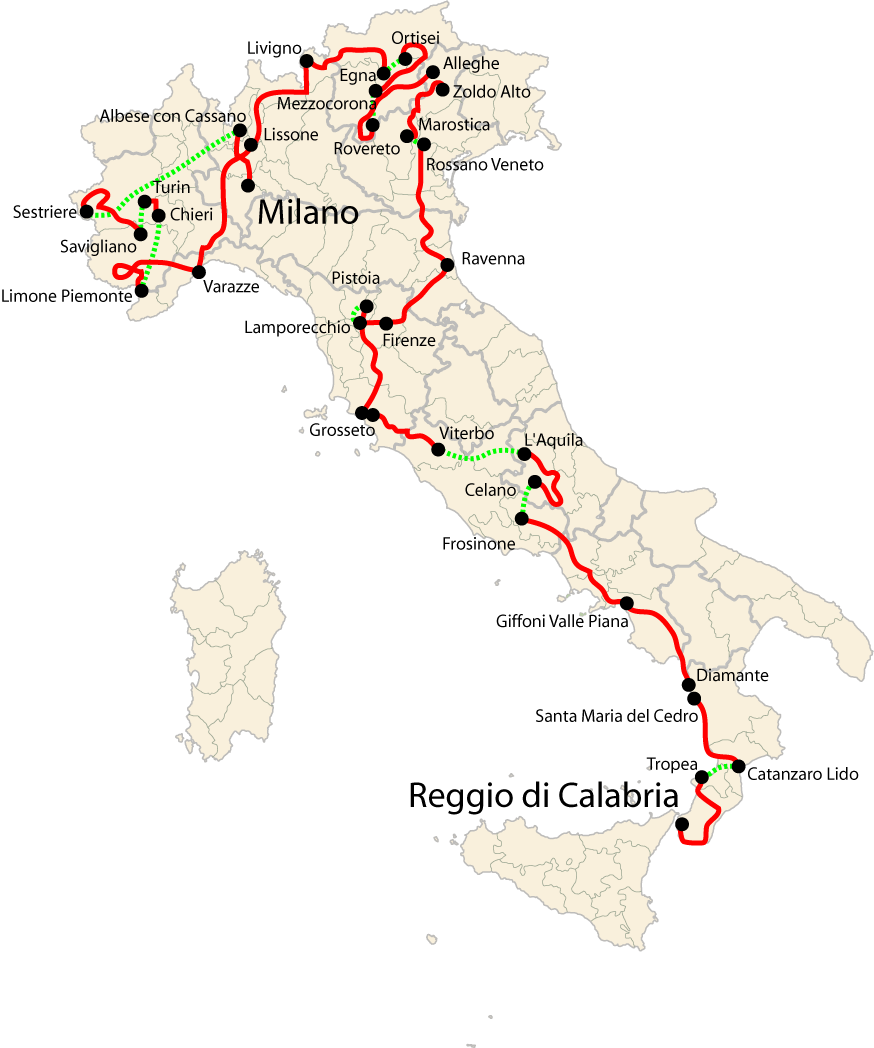
Overzicht van de etappes

## Etappe-uitslagen
winnaars · 
roze trui · 
  puntenklassement · 
  bergklassement · 
 jongerenklassement · 
 intergiro · 
 ploegenklassement · 
 strijdlust · 
 zwarte trui
Giro d'Italia Next Gen · Giro Donne · Cima Coppi
 Belgische rozetruidragers · etappewinnaars
 Nederlandse rozetruidragers · etappewinnaars
Mannen:
1909 · 
1910 · 
1911 · 
1912 · 
1913 · 
1914 · 
1919 · 
1920 · 
1921 · 
1922 · 
1923 · 
1924 · 
1925 · 
1926 · 
1927 · 
1928 · 
1929 · 
1930 · 
1931 · 
1932 · 
1933 · 
1934 · 
1935 · 
1936 · 
1937 · 
1938 · 
1939 · 
1940 · 
1946 · 
1947 · 
1948 · 
1949 · 
1950 · 
1951 · 
1952 · 
1953 · 
1954 · 
1955 · 
1956 · 
1957 · 
1958 · 
1959 · 
1960 · 
1961 · 
1962 · 
1963 · 
1964 · 
1965 · 
1966 · 
1967 · 
1968 · 
1969 · 
1970 · 
1971 · 
1972 · 
1973 · 
1974 · 
1975 · 
1976 · 
1977 · 
1978 · 
1979 · 
1980 · 
1981 · 
1982 · 
1983 · 
1984 · 
1985 · 
1986 · 
1987 · 
1988 · 
1989 · 
1990 · 
1991 · 
1992 · 
1993 · 
1994 · 
1995 · 
1996 · 
1997 · 
1998 · 
1999 · 
2000 · 
2001 · 
2002 · 
2003 · 
2004 · 
2005 · 
2006 · 
2007 · 
2008 · 
2009 · 
2010 · 
2011 · 
2012 · 
2013 · 
2014 · 
2015 · 
2016 · 
2017 · 
2018 · 
2019 · 
2020 · 
2021 · 
2022 · 
2023 · 
2024 · 
2025
Vrouwen:
1988 · 
1989 · 
1990 · 
1991 ·
1992 ·
1993 · 
1994 · 
1995 · 
1996 · 
1997 · 
1998 · 
1999 · 
2000 · 
2001 · 
2002 · 
2003 · 
2004 · 
2005 · 
2006 · 
2007 · 
2008 · 
2009 · 
2010 · 
2011 · 
2012 ·
2013 · 
2014 ·
2015 ·
2016 ·
2017 ·
2018 ·
2019 ·
2020 ·
2021 ·
2022 ·
2023 ·
2024 ·
2025
 Parijs-Nice · 
 Tirreno-Adriatico · 
 Milaan-San Remo · 
 Ronde van Vlaanderen · 
 Gent-Wevelgem · 
 Ronde van het Baskenland · 
 Parijs-Roubaix · 
 Amstel Gold Race · 
 Waalse Pijl · 
 Luik-Bastenaken-Luik · 
 Ronde van Romandië · 
 Ronde van Catalonië · 
 Ronde van Italië · 
 Critérium du Dauphiné Libéré · 
 Ronde van Zwitserland · 
 Ploegentijdrit Eindhoven · 
 Ronde van Frankrijk · 
 HEW-Cyclassics-Cup · 
  ENECO Tour · 
 Clásica San Sebastián · 
 Ronde van Duitsland · 
 Ronde van Spanje · 
 GP Ouest-France-Plouay · 
 Ronde van Polen · 
 Kampioenschap van Zürich · 
 Parijs-Tours · 
 Ronde van Lombardije